# Heather Mazur
Heather Mazur (Pittsburgh, 17 giugno 1976) è un'attrice statunitense, conosciuta principalmente per aver interpretato il ruolo di Sarah Cooper nel film horror del 1990 La notte dei morti viventi.

## Biografia
Nata in Pennsylvania, Heather Mazur ha studiato sia all'Università Carnegie Mellon che alla Scuola di Arte Drammatica dell'Università di Yale.

## Carriera
L'attrice non comparve sugli schermi per circa 10 anni dopo la pellicola in cui aveva debuttato, partecipando però ad alcune produzioni teatrali.
Nel 2003 fece un'apparizione come ospite nella serie televisiva Hack, in seguito alla quale riprese a recitare come ospite in diversi serial, quali Numb3rs, Joey, CSI: NY, CSI: Miami, Medium, Criminal Minds, Law & Order: LA, The Mentalist , Bones e l'episodio pilota prodotto da J. J. Abrams Anatomy of Hope, che non sarebbe poi stato trasmesso. Oltre alle apparizioni da ospite, ha avuto ruoli ricorrenti nelle serie Crash (2008–2009) e Pretty Little Liars (2010–2012).
I suoi crediti cinematografici includono le pellicole La sposa fantasma (2008), il film direct-to-video The Funeral Planner (2010) e A Leading Man (2013).

## Filmografia parziale

### Cinema
- La notte dei morti viventi (Night of the Living Dead), regia di Tom Savini (1990)

### Televisione
- Crash - serie TV, 11 episodi (2008-2009)
- CSI: Miami - serie TV, episodio 9x19 (2011)
- Criminal Minds - serie TV, episodio 6x21 (2011)
- The Mentalist - serie TV, episodio 4x11 (2012)
- Modern Family - serie TV, episodio 6x07 (2014)
- Castle - serie TV, episodio 7x18 (2015)
- NCIS - Unità anticrimine (NCIS) - serie TV, episodio 13x04 (2015)
- NCIS: Los Angeles - serie TV, episodio 12x02 (2020)
- American Gigolo - serie TV, episodio 1x04 (2022)

## Doppiatrici italiane
Nelle versioni in italiano delle opere in cui ha recitato, Heather Mazur è stata doppiata da:
- Sabrina Duranti in CSI: Miami, American Gigolo
- Emanuela Rossi in CSI: NY  (ep. 3x23)
- Roberta Pellini in CSI: NY  (ep. 5x06)
- Barbara Villa in Pretty Little Liars (ep. 1x03)
- Micaela Incitti in Pretty Little Liars (ep. 2x12)
- Rossella Izzo in Pretty Little Liars (ep. 2x19)
- Laura Latini in Crash
- Franca D'Amato in Criminal Minds
- Laura Facchin in The Mentalist
- Laura Boccanera in Modern Family
- Francesca Manicone in Castle
- Laura Romano in NCIS - Unità anticrimine
- Laura Lenghi in Grey's Anatomy
- Marina Guadagno ne Le Regole del delitto perfetto
- Irene Di Valmo in Magnum P.I.
- Emilia Costa in NCIS: Los Angeles
- Marta Altinier in Avvocato di difesa - The Lincoln Lawyer